# Револуција ружа
Револуција ружа, понекад превођена и као Ружичаста револуција (груз. ვარდების რევოლუცია - vardebis revolucia), назив је за догађаје у Грузији 2003. години који су довели до смене тадашњег председника Едуарда Шеварднадзеа.

## Владавина Едуарда Шеварднадзеа
Едуард Шеварднадзе је био министар спољних послова СССР од 1985. до 1990. године, када је поднео оставку на то место.
Иако је он уз руску помоћ стао на чело Грузије, његова политика била је јасно прозападна. О томе сведоче и оптужбе из Русије да се грузијска територија користи као база чеченских терориста за дејства против Русије.
Његов режим су често потресале корупционашке афере, а ниво криминала у земљи је јасно стајао на путу економском развитку земље која је зависила од страних инвестиција.
Грузија, као кавкаска земља, има велики стратешки значај као земља кроз коју би могао проћи алтернативни нафтовод којим би се заобишла Русија у транспорту каспијске нафте ка Европи односно Западу (САД и ЕУ).

## Оснивање Либерти (Слобода) института
Либерти (Слобода) институт у Грузији основан је 1996. године, а главни иницијатор његовог оснивања било је гашење од државе финансијски независне телевизије Рустави 2.
Поред многобројних активности на пољу људских права, борбе против корупције и слободе говора, институт је пружао подршку и подстрекивао настанак студентских парламената из којих ће касније настати КМАРА!. Око 800 студентских активиста је уз помоћ Либерти института обучено за активности у покрету КМАРА!.

## Настанак КМАРА!
На универзитету у Тбилисију је 2000. године формирана студентска организација чији је циљ била борба против корупције на државним универзитетима.
Ова студентска група почетком 2003. године уз помоћ и инструкције огранка америчког Либерти института у Грузији постала је покрет КМАРА! (ДОСТА!).
Преко Либерти института и Сорошевог Фонда за отворено друштво припадници КМАРА! повезали су се с активистима ОТПОР!-а који су их обучавали и давали им упутства у вези са својим искуствима у активностима борбе против Слободана Милошевића. Поред чланова КМАРА!, контакте са учесницима 5-октобарске револуције остварио је и лидер, тада већ, удружене опозиције Михаил Сакашвили.

## Уједињење опозиције
Некадашњи чланови Шеварнадзеове Грађанске Уније Грузије:
- Михаил Сакашвили, Уједињени национални Покрет
- Нино Бурџанадзе, Бурџанадзе-Демократи
- Зураб Жванија, Бурџанадзе-Демократи

били су вође опозиције које су на парламентарним изборима у новембру 2003. године стајале насупрот Шеварнадзеу и Абашидзеу, мада нису стајале у заједничкој коалицији.

## Избори
На изборима је победу, према државној изборној комисији, остварио Шеварнадзеов блок. Сакашвили је на основу својих резултата себе и своју партију прогласио победницима и позвао народ да мирним протестима одбрани победу, у том позиву и у потврди његове изборне победе (односно освајања највише места у скупштини) придружили су му се и лидери друге опозиционе групације Бурџанадзе-Демократи (Зураб Жванија и Нина Бурџанадзе).
Његову изборну победу и изборну крађу потврдили су и од државе независни посматрачи.

## Протести
Мирни народни протести који су уследили трајали су две недеље, а у њима су поред лидера опозиције (Сакашвили, Бурџанадзе и Жванија) активно учествовали и активисти покрета КМАРА! и огранак америчке НВО Либерти (Слобода) институт у Грузији. Поред главног града Тбилисија, протести су захватили и веће градове у земљи. Симбол протеста биле су руже којима су Сакашвили и његове присталице приказивале своју одлучност да се ненасилним средствима боре за демократију.
22. новембра 2003. године у доба када је одржавана конститутивна седница новог сазива скупштине Сакашвилијеве присталице су пробиле милицијски кордон и упале у скупштину. Усред конститутивне седнице у халу су упале присталице опозиције са ружама у рукама и прекинуле заседање, а Шеварднадзе је уз помоћ телохранитеља успео да побегне из сале, а касније и из зграде скупштине. Оружане снаге Грузије одбиле су да интервенишу против демонстраната и спрече њихов продор у скупштину и разбију демонстрације.
Сутрадан су се уз посредовање руског министра спољних послова Игора Иванова састали са Шеварднадзеом Сакашвили и Жванија. На том састанку Шеварднадзе је поднео оставку и предао власт опозицији.

## Међународни утицај
Сматра се да је Наранџаста револуција, серија демонстрација које су уследиле након парламентарних избора у Украјини новембра 2004, делимично била инспирисана грузијском Револуцијом ружа.